# Helena Smunnincx
Helena Smunnincx (getauft 28. Mai 1662 in Zwijndrecht; gestorben 9. September 1733 in Dordrecht) war eine niederländische Dichterin und Zeichnerin.

## Leben
Helena Smunnincx wurde am 28. Mai 1662 in Zwijndrecht geboren. Sie war die Tochter des Bäckers Dirck Gerritsz. Smunnincx (gest. 1677) und Adriana Verlou (1627–1698). Sie hatte zwei ältere Schwestern, von denen die älteste bereits kurz nach der Geburt starb. Ihre Eltern stammten aus Dordrecht und zogen im April 1660 nach Zwijndrecht. Dort wurden mindestens zwei Kinder getauft, Maria (1661–1742) und Helena. Die Familie kehrte wahrscheinlich um 1663 nach Dordrecht zurück, da dort Bruder Michiel (1664–nach 1709) und Schwester Anna (1668–1758) geboren wurden.
Von Helena Smunnincx ist das Manuskript einer Gedichtsammlung überliefert und befindet sich im Archiv der Stadt Dordrecht. Im Jahr 1921 machte der Dordrechter Stadtarchivar einen Eintrag zu diesem Manuskript. Das Werk ist Abraham Hellenbroek (1658–1731) gewidmet, einem Prediger, der ab 1691 in Zwijndrecht wirkte, auch die Menschen aus Dordrecht strömten dorthin, um seinen Predigten zu lauschen. In einem Notizbuch von Smunnincx befinden sich ungefähr zwanzig Seiten handgeschriebener Gedichte und acht dazugehörige Kreidezeichnungen. Das Notizbuch ist auf den 1. Januar 1692  datiert und enthält Wünsche und Vorsätze für das neue Jahr. Vermutlich überreichte sie es dem Pfarrer am Neujahrstag 1692. Es ist nicht bekannt, wie es in die Dordrechter Archive gelangte.
Helena Smunnincx wollte mit ihren Gedichten ihre Unterstützung für Hellenbroek ausdrücken und ihm für seine „geistige Nahrung“ danken. Auf der ersten Seite befindet sich ihr Selbstporträt mit dem Epigramm:
Mit ihren Gedichten wollte Helena Smunnincx ihre Unterstützung für Reverend Hellenbroek zeigen und ihm für die „geistliche Nahrung“ danken. Die erste Seite zeigt ihr Selbstporträt (siehe Abb.) mit folgendem „Ich, Helena Smunnincx, habe dir dieses Gedicht geschrieben,/ denn von deinem Wort bekomme ich Nahrung für mein Leben./ Nimm dieses kleine Geschenk an, es ist aus Zuneigung/ Gott segne Sie an dem Ort, der Sie hierher geführt hat.“ Weiter lobt sie Hellenbroek dafür, dass er die Einheit der Gemeinde wiederhergestellt hatte, nachdem diese unter seinen Vorgängern eine Zeit der Irrtümer erlebt habe. In ihren Zeichnungen stellt sie Hirten und Hirtinnen, Felder, Schafe und Lämmer dar. Ihre Zeichnungen sind unbeholfen und ihre Verse überwiegend sehr fromm. Vermutlich verbrachte Helena Smunnincx ihr ganzes Leben in Dordrecht. Sie ließ ihr Testament im Jahr 1715 aufsetzen und vermachte ihrer Schwester Anna ihr gesamtes bewegliches und unbewegliches Vermögen. Danach lebte sie noch weitere 18 Jahre. Zum Zeitpunkt ihres Todes am 9. September 1733 lebte Helena Smunnincx mit Johannes Twelgaert in der Beurs in Dordrecht. Am 20. August 1733, kurz vor ihrem Tod, ließ sie den Kaufvertrag über zwei Häuserhälften in der Voorstraat aufsetzen. Sie verkaufte ihren Besitz für 800 Gulden an ihre Schwester Anna. Helena Smunnincx wurde in der Grote Kerk beigesetzt.